# Ezüstcsőrű réce

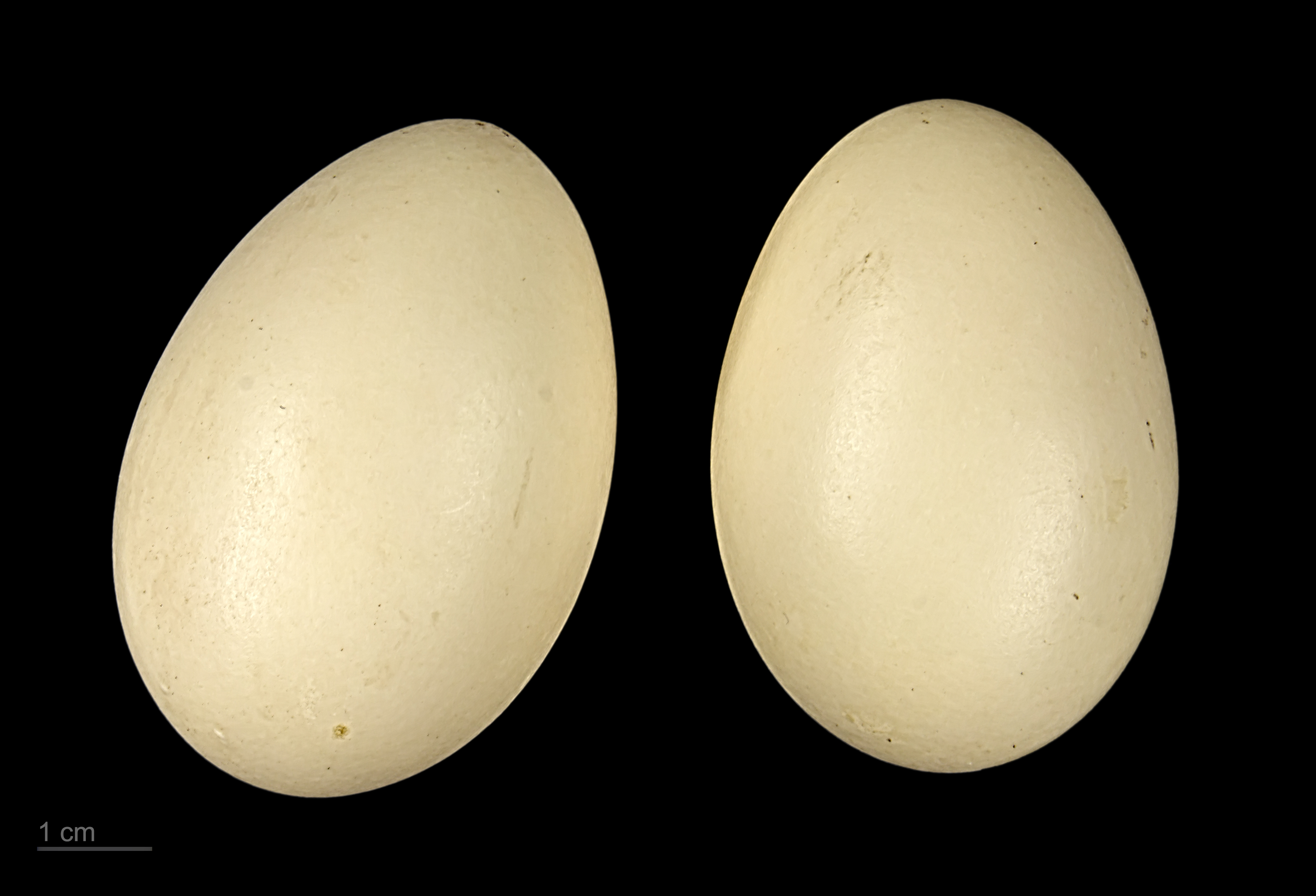
Anas puna

Az ezüstcsőrű réce (Anas puna) a madarak osztályának lúdalakúak (Anseriformes) rendjébe és a récefélék (Anatidae) családjába tartozó faj.

## Rendszerezése
A fajt Johann Jakob von Tschudi svájci ornitológus írta le 1844-ben. Egyes szervezetek szerint a ezüstréce (Anas versicolor) alfaja Anas versicolor puna néven,  mások szerint Spatula nembe tartozik Spatula puna néven.

## Előfordulása
Dél-Amerikában, Argentína, Bolívia, Chile és Peru területén honos. A természetes élőhelye édesvizű folyók, patakok, tavak és mocsarak környéke. Magassági vonuló faj.

## Megjelenése
Testhossza 48-51 centiméter.

## Természetvédelmi helyzete
Nagy az elterjedési területe, egyedszáma stabil. A Természetvédelmi Világszövetség Vörös listáján nem fenyegetett kategóriájában szerepel a faj.

## További információ
- Képek az interneten a fajról
- Xeno-canto.org - a faj hangja és elterjedési területe. [2018. október 2-i dátummal az eredetiből archiválva].